# Буч и фэм
Буч (англ. butch) и фэм (фр. femme) — термины сленга ЛГБТ-сообщества. Деление лесбиянок на «активных» бучей и «пассивных» фэм начинается в конце XIX — начале XX века, когда многие дамы высшего света имели романтические однополые связи. В Великобритании в 1928 году Рэдклифф Холл издаёт свой роман «Колодец одиночества», увековечивший фэм/буч-семью. Героиня романа Стефани Гордон становится классическим образцом буча, а её любовница Мери — классическим примером фэм.

## Буч
Буч — маскулинная лесбиянка. Бучи — «активные» лесбиянки, выполняющие доминирующую роль в отношениях. «Активность» не имеет отношения к разделению ролей в постели. Это говорит о маскулинной модели поведения. Бучи заботятся о своих возлюбленных, оберегают и защищают их, исполняют мужские обязанности по дому, занимаются тяжёлой работой. Им также присущи мужские черты лица и характера — стремление делать карьеру, материальное благополучие семьи, желание быть опорой для своей второй половинки. Часто бучи предпочитают носить мужскую одежду или одежду в стиле унисекс. Бучи также любят делать себе татуировки и пирсинг.
Поскольку «бучи» более видимы в обществе, массовое сознание склонно принимать за лесбиянок только их. Как правило, «бучи» гораздо раньше, чем фэм, осознают и начинают декларировать свою гомосексуальность.

## Фэм
Фэм — феминные лесбиянки. В отношениях они часто бывают ведомыми, принимают ухаживания второй половины. Внешне фэм практически невозможно отличить от гетеросексуальных женщин, за ними часто ухаживают мужчины.
Как указывает гендерная исследовательница Рея Эшли Хоскин, в настоящее время понятие «фэм» является значительно более широким и подразумевает любую фемининность, отличную от норм, устанавливаемых патриархатом.

## Критика использования терминологии
Различия между «буч» и «фэм» весьма условны. Многие лесбиянки не причисляют себя ни к одной из этих категорий. Например, среди опрошенных в 1989—1990 годах американских лесбиянок 18,5 % определили себя как «фэм», 14,7 % как «буч», 47,9 % сочли себя андрогинными, а 18,8 % не нашли подходящего определения. Существенной разницы в семейном статусе, отношениях с матерью, домашних ролях или в сексуальной практике между «бучами» и «фэм» не выявлено.